# Imperatrica Jekatěrina Velikaja
Imperatrica Jekatěrina Velikaja (rusky Императрица Екатерина Великая, carevna Kateřina Veliká) byla druhou jednotkou ze tří bitevních lodí (dreadnoughtů) třídy Imperatrica Marija ruského carského námořnictva. Stavba probíhala v loděnici v Nikolajevu společně s dvěma sesterskými loděmi a došlo ke zpožděním způsobeným některými změnami původní konstrukce, které vedly k mírnému zvýšení výtlaku a šířky trupu. Byla dokončena v roce 1915 a sloužila v Černomořském loďstvu. 5. ledna 1916 během vyplutí na moře riskovala potopení, když si ji ruský torpédoborec Bystryj spletl s nepřátelskou lodí a vypálil na ní sedm torpéd, z nichž ji žádné nezasáhlo. Jindy se zas utkala s bitevním křižníkem Yavûz Sultân Selîm (bývalý německý SMS 'Goeben), ale většinou jen kryla akce jiných plavidel bez toho, aby vypálila z hlavních zbraní. Mezi časté akce patřily minové operace u Bosporu a pobřeží Anatolie. Po únorové revoluci v roce 1917 byla přejmenována na Svobodnaja Rossija (Свободная Россия, Svobodné Rusko).
Když se německé jednotky v květnu 1918 přiblížily k městu, byla ze Sevastopolu evakuována, ale následující měsíc byla potopena v přístavu Novorossijsk, když Němci požadovali, aby ji Rusko předalo podle podmínek brestlitevského míru. Torpédoborec Kerč na ni vypálil čtyři torpéda, přičemž to čtvrté způsobilo obrovskou explozi, po které se loď převrátila a za čtyři minuty potopila.  Během 20. let nebyl učiněn žádný pokus o vyzvednutí a její záchranu. Z jejího vraku byly vyzvednuty jen granáty ráže 305 mm. K přístupu k muničním skladům byly používány výbušné nálože až do jednoho dne roku 1930, kdy výbuch odpálil hlavici torpéda, která způsobila výbuch blízkého zásobníku prachu a vrhla sloupec vody do výšky 100–120 metrů do vzduchu. Nikdo nebyl zraněn, ale práce tohoto typu přestaly, ačkoli části strojů a kotlů byly později ještě zachráněny.